# Bianca (película)
Bianca es una película de comedia italiana de 1984 dirigida y protagonizada por Nanni Moretti . El drama psicológico y el sentimentalismo se entrelazan en la historia, junto con el hilo policial.

## Trama
Michele Apicella, un joven profesor de matemáticas, se instala en su nueva casa en Roma y conoce a sus vecinos: Massimiliano y Aurora, una joven pareja que lucha con los problemas cotidianos, y Siro, un anciano que ama a las mujeres jóvenes y la buena vida.
Michele vive solo y está lleno de delirios y fobias: higienista hasta el exceso, perfeccionista, observador casi obsesivo de la realidad y de las personas que lo rodean, escudriñador de la vida de otras personas que juzga incluso por sus zapatos. La escuela a la que va a enseñar es la "Marilyn Monroe", un instituto experimental surrealista formado por estudiantes estudiosos y de comportamiento irreprochable, equipado con un bar, pista eléctrica, máquina de pinball y máquina tragamonedas para los maestros, donde la foto del Presidente de la República es reemplazada por la de Dino Zoff y los profesores dan clases sobre Gino Paoli y tienen un psicólogo disponible.
En su tiempo libre Michele se dedica a su pasión, observando el comportamiento de sus amigos, especialmente de las parejas: una especie de investigación obsesiva de la que informa de los resultados en tarjetas guardadas en un archivo. Michele controla la vida de los demás, así como el mundo entero, en un intento de devolverlo a lo que él cree que es el orden correcto.
Mientras tanto, se producen extraños asesinatos en los que se ven envueltos algunos de sus amigos y vecinos y el comisario encargado de la investigación comienza a interesarse por el profesor, que acentúa su comportamiento neurótico y obsesivo. Michele comienza una relación sentimental con Bianca, la nueva profesora de francés de la escuela pero, como él mismo dice, "no está acostumbrado a la felicidad" y, por miedo al trastorno que podría trastornar su vida, decide poner fin a la relación.

## Taquilla
Bianca ocupó el puesto vigésimo sexto entre las películas más taquilleras de la temporada 1983-1984.

## Banda sonora
- Ya no estoy contigo, cantada por Caterina Caselli, música de Paolo Conte y Michele Virano, letra de Vito Pallavicini. La canción también se utilizó en otra película dirigida por Nanni Moretti, La habitación del hijo en 2001.
- Il cielo en una estrofa, compuesta y cantada por Gino Paoli.
- Diez niñas, compuesta y cantada por Lucio Battisti.
- Scalo a Grado, compuesta y cantada por Franco Battiato.

## Premios
- 1984 - David de Donatello
  - Nominación a Mejor Actriz Protagónica para Laura Morante
  - Nominación al mejor actor protagonista para Nanni Moretti
  - Nominación al mejor guión para Nanni Moretti y Sandro Petraglia
- 1984 - Cinta de plata
  - Nominación al Director de Mejor Película para Nanni Moretti